# Сан Фелипе Пуебло (Њу Мексико)
Сан Фелипе Пуебло (енгл. San Felipe Pueblo) насељено је место без административног статуса у америчкој савезној држави Њу Мексико.

## Демографија
По попису из 2010. године број становника је 2.404, што је 324 (15,6%) становника више него 2000. године.
| Група             | 2000.     | 2010.     |
| Белци             | 1 (0,0%)  | 7 (0,3%)  |
| Афроамериканци    | 0 (0,0%)  | 0 (0,0%)  |
| Азијати           | 0 (0,0%)  | 0 (0,0%)  |
| Хиспаноамериканци | 13 (0,6%) | 16 (0,7%) |
| Укупно            | 2.080     | 2.404     |